# Ariya Daivari
Ariya Daivari (nascido em 11 de abril de 1989) é um lutador persa-americano de luta livre profissional. Ele atualmente trabalha para a WWE no programa Raw.

## Carreira no wrestling profissional

### Circuito independente (2006-2016)
Após um pequeno treino em Taekwondo e wrestling amador, Ariya foi treinado em wrestling profissional por Shawn Daivari e Arik Cannon. Ele também treinou com os lutadores da WWE, Shelton Benjamin e Ken Anderson. A sua primeira luta foi no evento Midwest Pro Wrestling Academy em 26 de setembro de 2006, no First Avenue Night Club. Ele já atuou em promoções em todos os Estados Unidos, incluindo Ring of Honor e Global Force Wrestling bem como para um projeto da Total Nonstop Action na Índia, Ring Ka King.

### WWE

#### Cruiserwight Classic (2016)
Em 13 de junho de 2016, Daivari foi anunciado como um dos participante no WWE Cruiserweight Classic. Daivari teve experiência anteriormente na WWE, tendo lutado numa luta não televisiva para o WWE SmackDown no Target Center em 2013 e também participando num tryout no WWE Performance Center em 2014. Em 23 de junho de 2016, Daivari foi eliminado do torneio na primeira ronda por Ho Ho Lun.

#### Raw (2016-presente)
Em 10 de outubro, episódio do Raw, Daivari fez a sua estreia perdendo para o Campeão de Pesos-Médios da WWE,
T.J. Perkins. Mais tarde naquele mês, ele participou numa luta de trios no pre-show do Hell in a Cell (2016).

## Vida pessoal
Daivari participou na Wayzata High School em Plymouth, Minnesota. Ele é iraniano-amerericano e fala persa, que ele muitas vezes incorpora nas suas performances. O seu irmão mais velho, Dara, é também um lutador profissional, principalmente conhecido pelo seu trabalho na WWE, como Khosrow Daivari.

## No wrestling
- Movimentos de finalização
  - Frog splash
  - Magic Carpet Ride (Diving body splash)

- Movimentos secundários
  - Powerslam
  - Spinebuster
  - Camel Clutch

## Títulos e prêmios
- American Wrestling Federation
  - AWF Heavyweight Champion (2 vez, atual)
- F1RST Wrestling
  - Wrestlepalooza Championship (1 vez, atual)
- Heavy On Wrestling
  - HOW Undisputed Championship (1 vez)
- Insane Championship Wrestling
  - ICW Tag Team Championship (1 vez)-com Shawn Daivari
- National Wrestling Alliance Midwest
  - NWA Midwest X-Division Championship (1 vez)
- National Wrestling Alliance Wisconsin
  - NWA Wisconsin Tag Team Championship (1 vez)-com Dysfunction
- Pro Wrestling Illustrated
  - PWI o colocou na 280º posição dos 500 melhores lutadores individuais na PWI 500 em 2016